# 卡門 (德國)
卡门（德語：Kamen，發音：[ˈkaːmən] ⓘ）是德国北莱茵-威斯特法伦州阿恩斯贝格行政区翁纳县的城市，位於魯爾區東部，面积40.95平方千米，2023年12月31日人口为43,001人。